# 27-я сессия Комитета всемирного наследия ЮНЕСКО

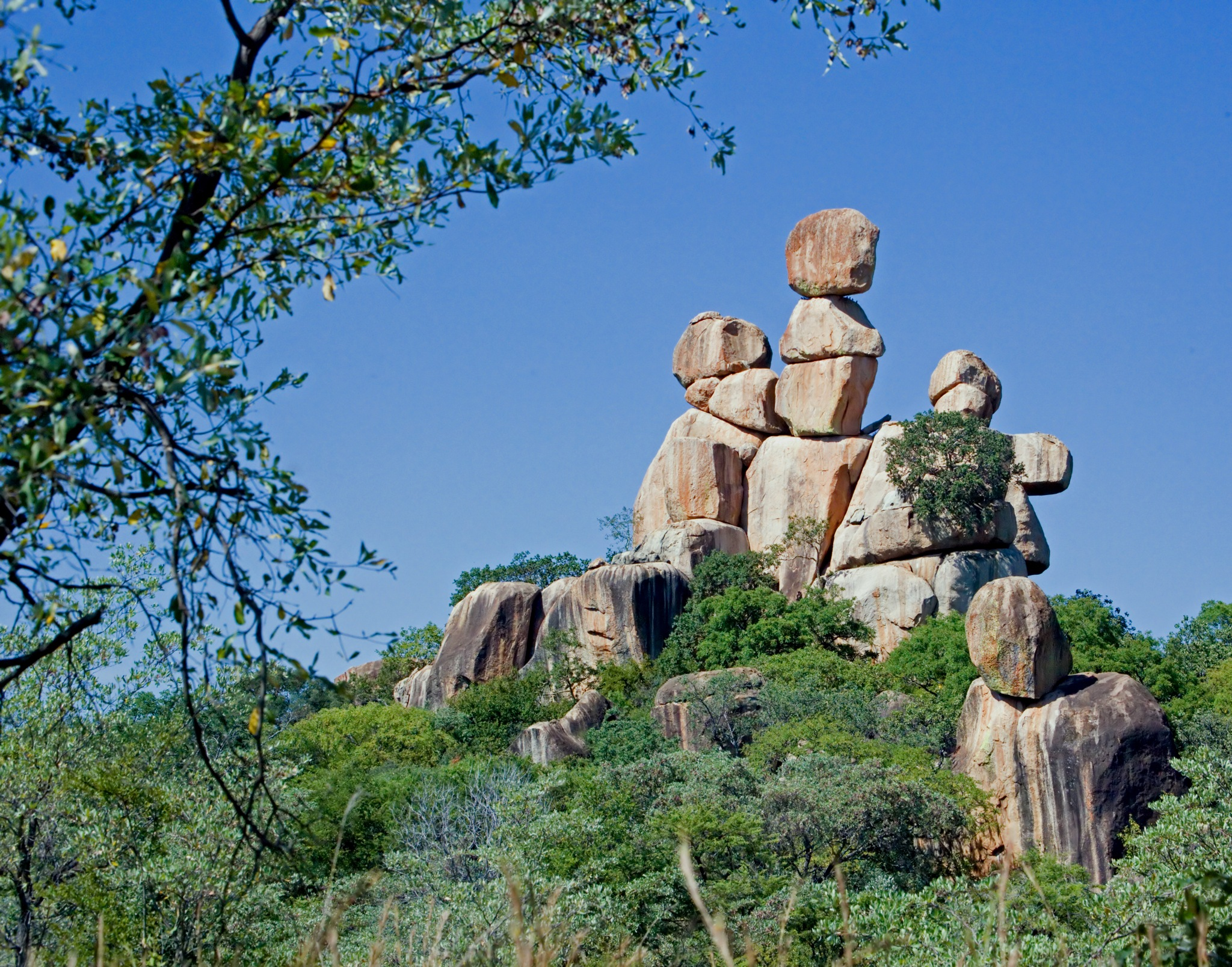
Холмы Матобо

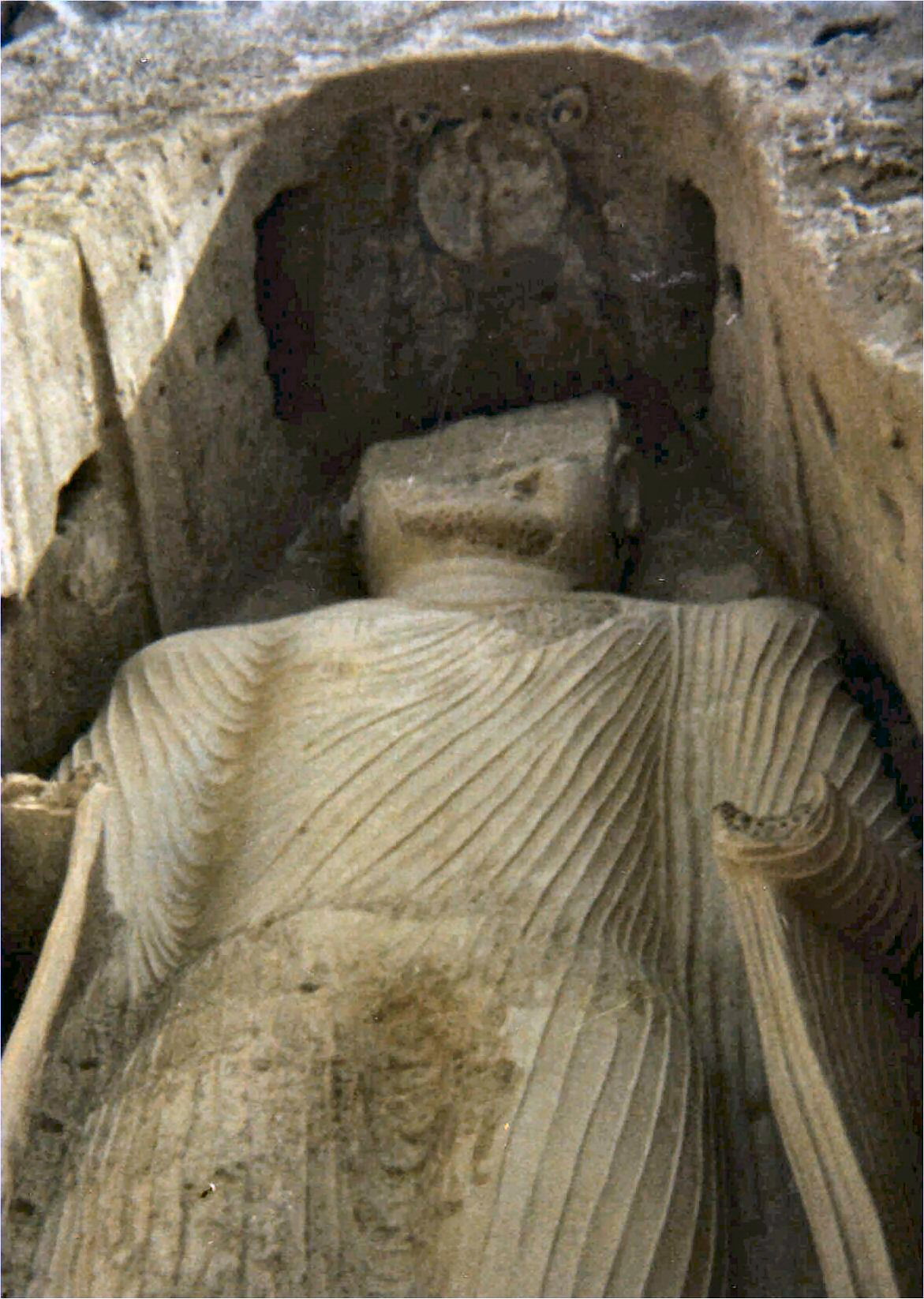
Бамианские статуи Будды

27-я сессия Комитета всемирного наследия ЮНЕСКО проходила с 30 июня по 5 июля 2003 года в Париже, Франция. Было подано 25 объектов в список всемирного наследия ЮНЕСКО. Таким образом, общее число регистраций достигло 755 (582 культурного наследия, 23 смешанных и 150 природного наследия).

## Объекты, внесённые в список всемирного наследия

### Культурное наследие
Афганистан: Бамианские статуи Будды
Аргентина: Кебрада-де-Умауака
Чили: Исторический район порта Вальпараисо
Гамбия: Остров Джеймс-Айленд и связанные с ним достопримечательности
Индия: Скальные жилища Бимбетка
Ирак: Древний город Ашшур
Иран: Древний город Техте-Солейман
Иран: Пасаргады
Израиль: Белый город в Тель-Авиве – архитектура «Современного движения»
Италия: Ансамбли Сакри-Монти (Святые горы) в Пьемонте и Ломбардия
Казахстан: Мавзолей Ходжи Ахмеда Ясави
Мексика: Францисканские миссии в Сьерра-Горда, штат Керетаро
Польша: Деревянные церкви на юге Малой Польши
Россия: Цитадель, старые кварталы и укреплений Дербента
Судан: Джебель-Баркал и область Напата
Испания: Ренессанс Монументального ансамбля Убеда и Баэса
Чехия: Еврейский район и базилика Святого Прокопа в городе Тршебич
Великобритания: Королевские ботанические сады Кью
Зимбабве: Холмы Матобо
ЮАР: Культурный ландшафт Мапунгубве

### Природное наследие
Австралия: Национальный парк Пурнулулу
Китай: Национальный парк Три параллельных реки
Италия / Швейцария: Монте-Сан-Джорджио
Монголия: Котловина Убсу-Нур
Вьетнам: Национальный парк Фонгня-Кебанг